# Concepte primitiu
En lògica, un concepte primitiu, concepte bàsic, concepte fonamental o noció primitiva és un concepte no definit en un context determinat. En concret, en una teoria (sistema hipoteticodeductiu), és un concepte no definit que es planteja en un axioma. Que un concepte primitiu siga no definit no implica que el seu significat siga imprecís, ja que les relacions entre els conceptes primitius en els axiomes, primer, i entre els conceptes primitius i les definicions i teoremes, després, li donen un significat precís.
Per això, es diu a vegades que els conceptes primitius en les teories estan "definits" per un o més axiomes, però aquesta idea pot portar a errors. Per evitar-los, el sentit ascendent (un component del significat) d'un concepte primitiu és igual al conjunt d'axiomes en què es presenta aquest concepte. Per exemple, en la mecànica de partícules clàssica, el sentit ascendent del concepte primitiu de massa és igual al conjunt d'aquests tres postulats:
(i) Axioma matemàtic:{\displaystyle ~M} és una funció additiva que relaciona el conjunt{\displaystyle ~P} de les partícules amb el conjunt {\displaystyle \mathbb {R} ^{+}}dels nombres reals positius.
(ii) Axioma fàctic: la segona llei del moviment de Newton {\displaystyle {\vec {F}}(p)=M(p)\cdot {\vec {A}}(p)}
(iii) Axioma semàntic:{\displaystyle ~M(p)} representa la inèrcia de la partícula {\displaystyle p\in P}.
Un altre exemple d'ús de conceptes primitius es pot trobar en els axiomes de Hilbert plantejats com a fonament de la geometria euclidiana. El sistema axiomàtic de Hilbert es compon de nou conceptes primitius:
tres termes primitius:
punt, línia recta, pla,
i sis relacions primitives:
- Ordre, una relació ternària entre punts;
- Pertinença, tres relacions binàries, una entre punts i rectes, una altra entre punts i plans, i una tercera entre rectes i plans;
- Congruència, dues relacions binàries, una entre segments i l'altra entre angles, denotades per {\displaystyle \cong }.

Els segments i els angles (així com els triangles) no són conceptes primitius, sinó que es defineixen en termes de punts i rectes emprant les relacions d'ordre i pertinença. Aquests conceptes George Pólya els defineix com a derivats. Tots els punts, rectes i plans en els subsegüents axiomes són diferents, llevat que se n'indique el contrari.